# أندرو جاكسون بيرد
أندرو جاكسون بيرد (بالإنجليزية: Andrew Jackson Beard)‏ هو مخترِع أمريكي، ولد في 1849 في ألاباما في الولايات المتحدة، وتوفي في 1921.